# Carlos Ruiz García-Quijada
Carlos Ruiz García-Quijada fue un militar español.

## Biografía
Militar profesional, pertenecía al arma de infantería. Llegó a participar en las guerras de Marruecos, donde fue condecorado con la Cruz del Mérito Militar.
En julio de 1936 ostentaba el rango de capitán y se encontraba destinado Batallón de montaña «Madrid» n.º 5, con base en La Seo de Urgel. Tras el estallido de la Guerra civil se mantuvo fiel a la República y posteriormente se integraría en el nuevo Ejército Popular de la República. En junio de 1937 fue nombrado jefe de Estado Mayor de la 97.ª Brigada Mixta, unidad con la que operaría en el frente de Teruel. Con posterioridad, ostentaría brevemente el mando de la 38.ª División en el frente de Extremadura.

## Familia
Su hermano Alberto fue uno de los defensores del Alcázar de Toledo.